# Desmacidon fruticosum
Desmacidon fruticosum är en svampdjursart som först beskrevs av Montagu 1818.  Desmacidon fruticosum ingår i släktet Desmacidon och familjen Desmacididae. Inga underarter finns listade i Catalogue of Life.